# Dansk krigsfangehjælp i Rusland og Sibirien 1917-20
Dansk krigsfangehjælp i Rusland og Sibirien 1917-20 var krigsfangehjælp til tilfangetagne østrig-ungarske soldater i Rusland og Sibirien under og efter 1. Verdenskrig. Danmark administrerede hjælpen efter at USA indtrådte i krigen